# Радомысль-над-Санем (гмина)
Радомысль-над-Санем (пол. Radomyśl nad Sanem), Радомысль-на-Сане — сельская гмина (волость) в Польше, входит как административная единица в Сталёвовольский повет, Подкарпатское воеводство.
Население — 7 476 человек (на 2004 год).

## История
Местечко Радомысль-на-Сане располагалось в политическом округе Тарнобржеге, в Галиции, и находилось в оживленных сношениях с Сандомиром.
На 1880 год в поселении проживало 1 339 жителей, из них 413 евреев, а на 1900 год соответственно — 1 453 и 393.
Окрестности Радомысля-на-Сане принадлежали еврею Рахмиелю Канарку.

## Демография
| Перепись                       | Всего   | Всего | Женщины | Женщины | Мужчины | Мужчины |
| ------------------------------ | ------- | ----- | ------- | ------- | ------- | ------- |
| Единицы                        | человек | %     | человек | %       | человек | %       |
| Население                      | 7476    | 100   | 3839    | 51,4    | 3637    | 48,6    |
| Плотность населения (чел./км²) | 55,9    | 55,9  | 28,7    | 28,7    | 27,2    | 27,2    |

## Поселения
1. Антонюв
2. Хваловице
3. Чекай-Пнёвски
4. Домброва-Жечицка
5. Домбрувка-Пнёвска
6. Кемпа-Жечицка
7. Лонжек-Хваловицки
8. Мусикув
9. Новины
10. Ожехув
11. Острувек
12. Пнюв
13. Радомысль-над-Санем
14. Жечица-Длуга
15. Жечица-Окронгла
16. Витковице
17. Воля-Жечицка
18. Залесе
19. Жабно

## Соседние гмины
1. Гмина Аннополь
2. Гмина Двикозы
3. Гмина Гожице
4. Гмина Госцерадув
5. Гмина Пышница
6. Гмина Закликув
7. Гмина Залешаны
8. Гмина Завихост